# Centration
En psychologie, la centration est la tendance à se concentrer sur un aspect saillant d'une situation et à négliger d'autres aspects éventuellement pertinents. Introduite par le psychologue suisse Jean Piaget dans sa théorie des paliers d'acquisition, la centration est un comportement souvent manifesté au stade préopératoire. Piaget affirme que l'égocentrisme, un élément commun responsable de la pensée non systématique des enfants préopérationnels, est à l'origine de la centration. Les recherches sur la centration ont principalement été menées par Piaget, par le biais de ses tâches de conservation, tandis que des chercheurs contemporains ont développé ses idées.